# Theater von Herculaneum

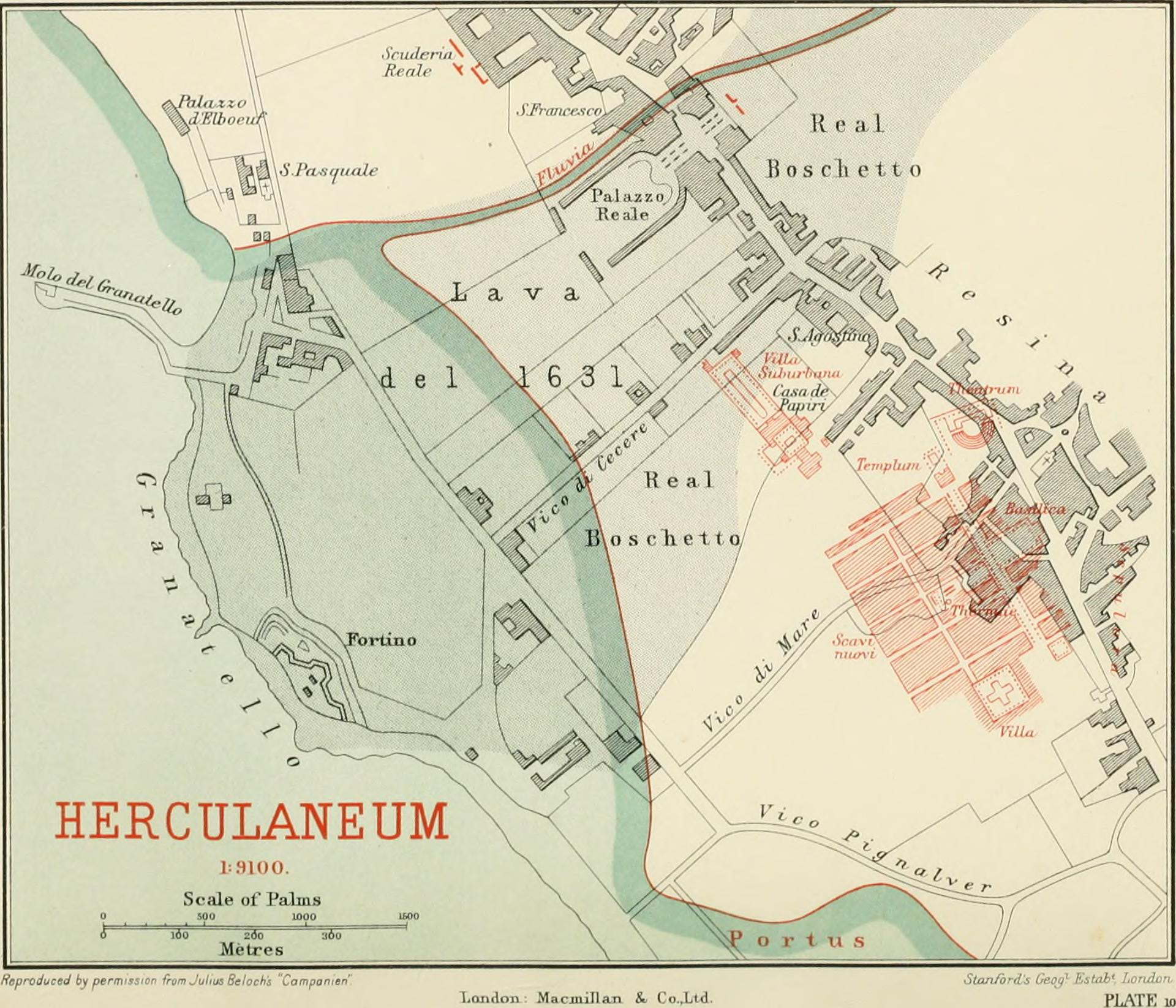
Lage des Theaters von Herculaneum

Das Theater von Herculaneum ist ein römisches Theater, das ab 1710 ergraben wurde. Seit 1997 gehört die unterirdische Fundstätte zum Weltkulturerbe unter dem Namen «Archäologische Zonen Pompeji, Herculaneum und Torre Annunziata».

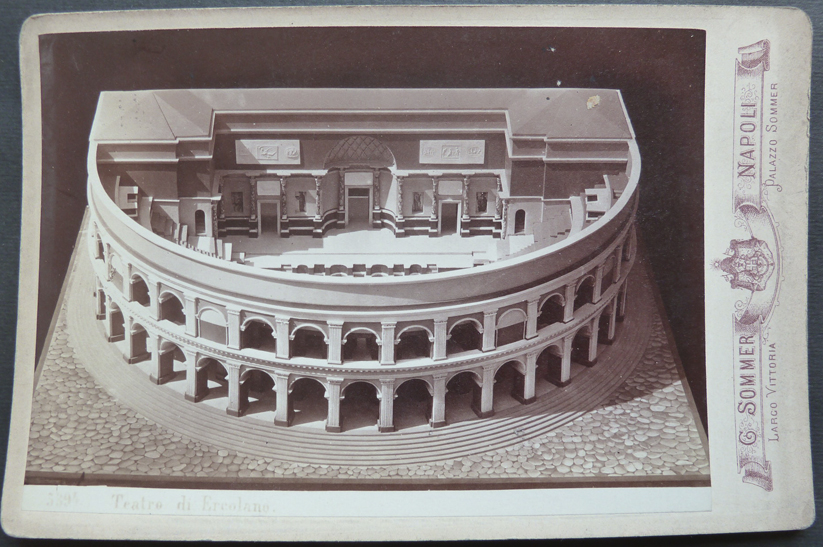
Historisches Modell des Theaters

Die Entdeckung des Theaters fällt in die Zeit, als die Region von Österreichisch-Habsburgischen Truppen besetzt war. Der Befehlshaber der österreichischen Kavallerie, der aus Frankreich stammende Emmanuel-Moritz von Lothringen, Prinz d’Elbeuf ließ sich im nahen Granatello di Portici einen Landsitz errichten und hörte von Marmorfunden im benachbarten Resina. Er kaufte in Resina um 1709 ein Grundstück und ließ dort bestehende Schächte erweitern. So wurden Marmorplatten und 1710/1711 neun Statuen entdeckt, darunter die sog. Große Herkulanerin und die zwei Kleinen Herkulanerinnen, die sich seit 1737 in der Skulpturensammlung (Dresden) befinden. Um 1711 mussten die Ausgrabungen eingestellt werden, da die darüber liegenden Gebäude gefährdet waren und die Grabungen sich nicht mehr geheim halten ließen.
Das Grundstück gelangte über Umwege an die später die Region regierenden Bourbonen und als im angrenzenden Portici 1736 vom damaligen Herrscher Karl VII. der Königspalast Portici errichtet wurde, entdeckte der spanische Ingenieur Roque Joaquín de Alcubierre die alten Grabungsschächte wieder. Er überredete den König, dort weitere Grabungen zu finanzieren, die am 3. November 1738 begannen. Am 11. Dezember 1738 fand man eine Inschrift über das „Theatrum Herculanense“, mit der Gewissheit über den Ort bestand.

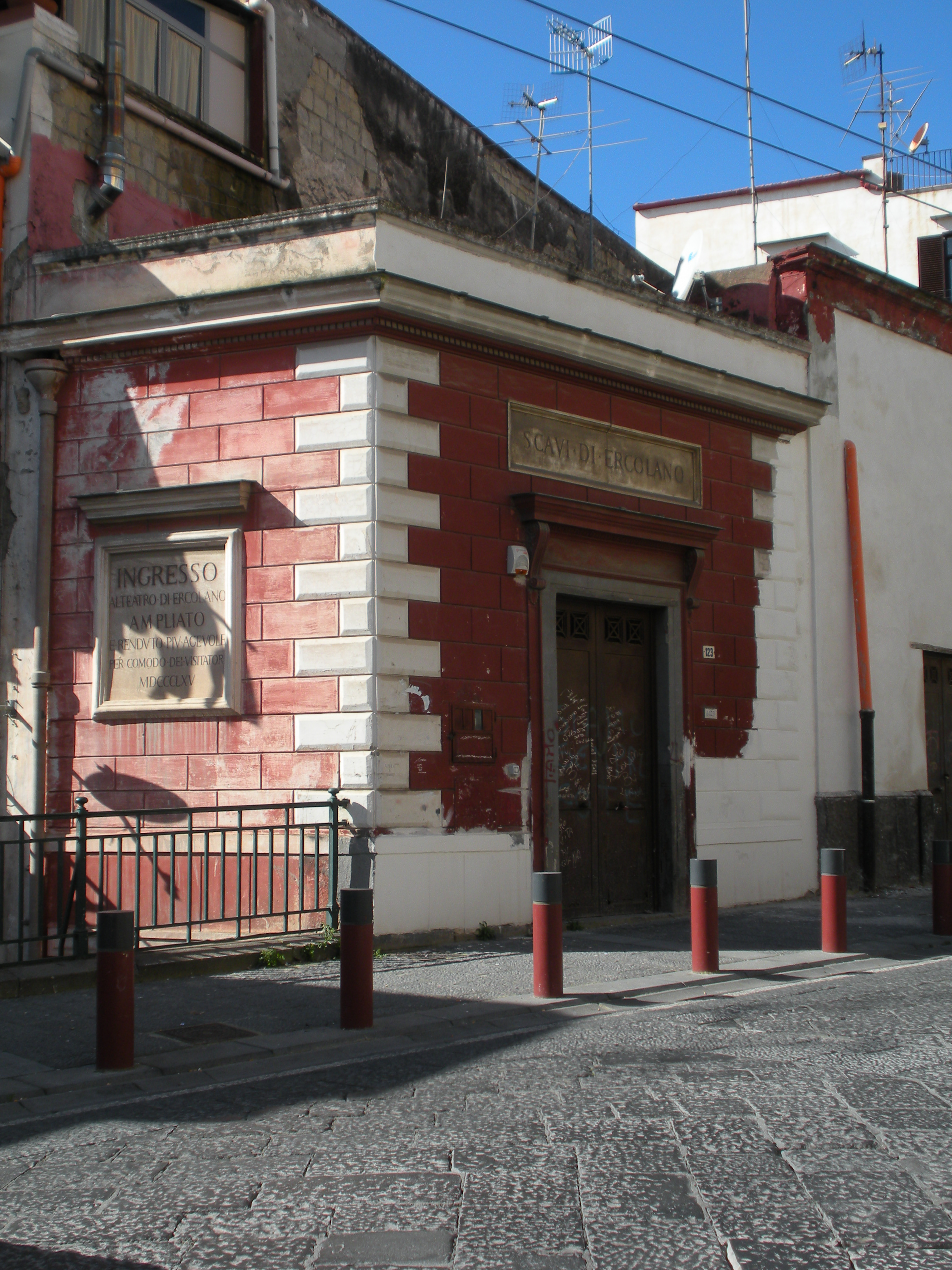
Zugangsgebäude des Theaters

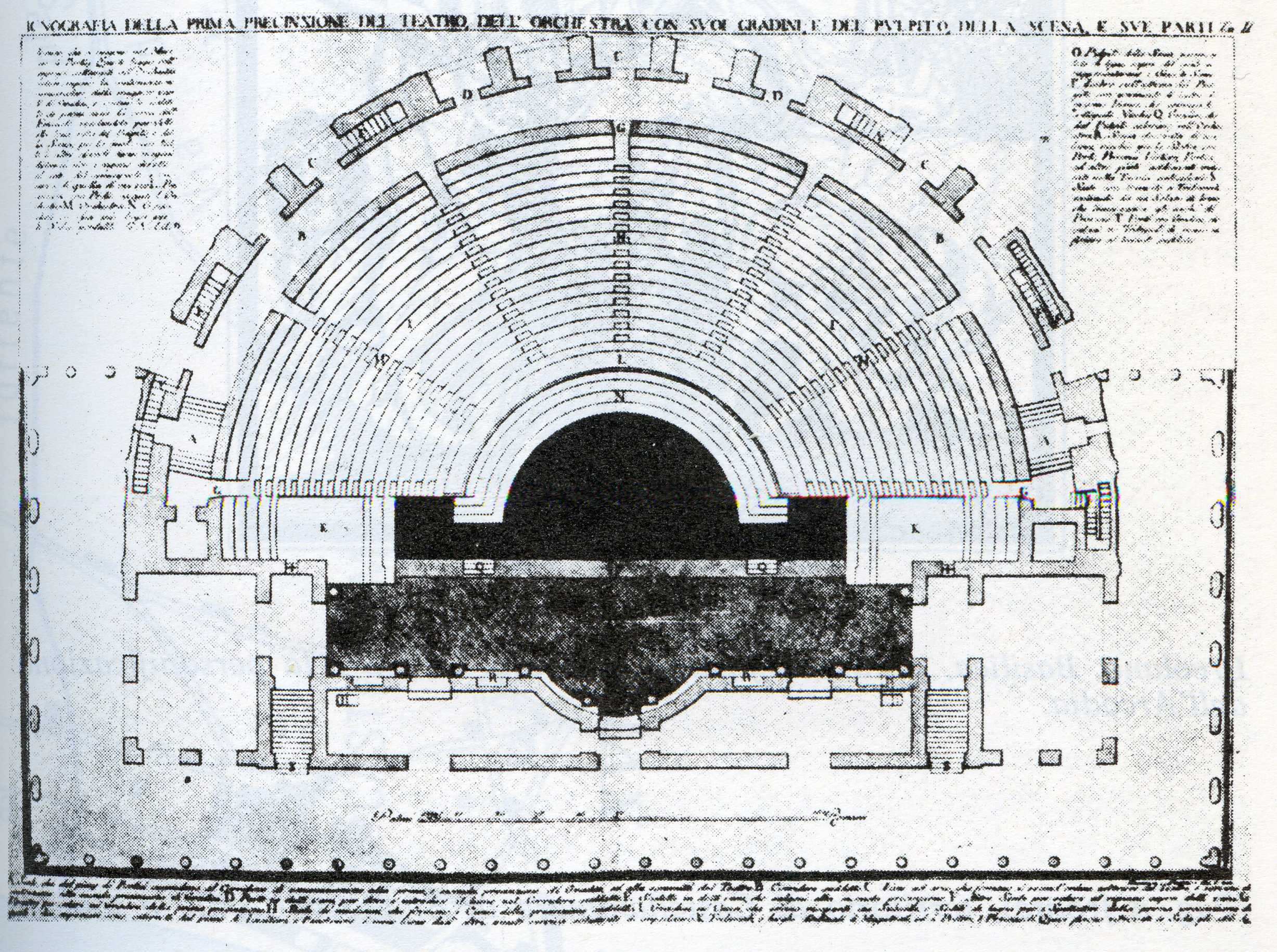
Plan von G.B. Piranesi

Die Grabungen waren nicht öffentlich und in einem ersten Schritt ging es vor allem um das Finden von Statuen. Unter Karl Weber, der ab 1748 als Alcubierres Assistent tätig war, wurden später die ersten systematischen Pläne des Theaters erstellt. Mit dem Beginn der Erforschung von Pompeji und Webers Tod 1764 wurden die Grabungen in Herculaneum weitestgehend eingestellt. Francesco La Vega, der Nachfolger Webers führte noch einige Vermessungsarbeiten und andere Projekte am Theater zu Ende, bevor für die nächsten 60 Jahre die Tätigkeiten am Theater ruhten.
Das Theater wurde freistehend im Zuge der Augusteischen Stadterweiterung gebaut. Sein Bau wurde laut einer Inschrift von dem Magistrat Lucius Annius Manniamus Rufus ermöglicht und von P. Numisius geplant.
Der Zugang zum Theater ist über einen Raum außerhalb des Archäologischen Parkes möglich, der 1750 erbaut wurde, und von dem eine Treppe zu den Grabungsgängen führt. 2019 wurden Führungen mit begrenzter Teilnehmerzahl angeboten.